# الإسلام والحداثة
الإسلام والحداثة موضوع نقاش في علم الاجتماع الديني المعاصر. يحتوي تاريخ الإسلام تأويلات ومقاربات مختلفة. الحداثة ظاهرة معقدة ومتعددة الأبعاد، وليست ظاهرة متجانسة أو موحدة. وكان لها تاريخيًّا مدارس فكرية عديدة تتجه في جهات مختلفة.

## أثر الثورة الصناعية في الإسلام
في أوروبا في القرن الثامن عشر جرت تغيرات كبرى مع ظهور أفكار التنوير الجديدة، التي أكدت على أهمية العلم والعقلانية والعقل الإنساني، ومع انتشار تقنيات الثورة الصناعية في أنحاء أوروبا، حاز الأوروبيون قوة وأثرًا. في الربع الأخير من القرن الثامن عشر، توسعت الهوة بين المهارات التقنية بين البلدان الغربية الشمالية الأوروبية وبقية العالم.
تزامن صعود أوروبا الحديثة مع ما سمّاه علماء كثيرون سقوط الإمبراطورية العثمانية، التي كانت تواجه في القرن الثامن عشر انهيارًا سياسيًّا واقتصاديًّا وعسكريًّا. أما قبل القرن الثامن عشر، فقد رأى العثمانيون أنهم أرقى من أوروبا، أو أكفاء لها، في أوسط القرن الثامن عشر، ومع نهاية القرن الثامن عشر أصبحت علاقة القوة بين العثمانيين وأوروبا راجحة لصالح أوروبا.

### الاحتلال الفرنسي للإمبراطورية العثمانية
في عام 1798، احتلّ جيش نابليون بونابارت ولاية مصر العثمانية وقتل نحو 3000 مصري. ومع أن الاحتلال لم يدم إلا ثلاث سنين، تلتها كراهية طويلة للفرنسيين، فإن التجربة عرّضت الشعب المصري لأفكار التنوير وتقنيات أوروبا الحديثة.

### العلماء العثمانيون في أوروبا
ألهم التعرّض للقوة والأفكار الأوروبية بعد ذلك حاكم مصر الجديد محمد علي، أن يبني على هذه القوة ليحدّث مصر، ويجعلها قدوة لبقية الإمبراطورية العثمانية. بدأ الحاكم العثماني بفتح السفارات وإرسال المسؤولين للدراسة في أوروبا. أنشأ هذا ظروفًا مناسبة «لتشكّل تدريجي لمجموعة من المصلحين يعرفون العالم الحديث وعندهم قناعة أن الإمبراطورية العثمانية إما أن تنضم إليه وإما أن تسقط». كان من العلماء الذين أرسلهم محمد علي إلى أوروبا عام 1826 رفاعة الطهطاوي. تركت السنين الخمس التي قضاها في باريس أثرًا دائمًا فيه. بعد عودته إلى مصر كتب عن آرائه في فرنسا وترجم أعمالًا أوروبية كثيرة إلى العربية. وقد أذهله التقدم التقني والعلمي والفلسفي السياسي في أوروبا. وكان رفاعة دارسًا للشريعة الإسلامية، وقد قال إنه «يجب أن تتأقلم الشريعة مع الظروف الجديدة»، وأنه لا فرق كبيرًا بين «مبادئ الشريعة الإسلامية ومبادئ الشريعة الطبيعية التي أسست عليها أنظمة أوروبا الحديثة».
أُرسل خير الدين أيضًا مثل طهطاوي إلى باريس ليقضي فيها أربع سنين. بعد عودته من أوروبا كتب كتابًا قال فيه إن الطريقة الوحيدة لتقوية الدول المسلمة هي استيراد أفكار أوروبا ومؤسساتها، وأن هذا لا يعارض روح الشريعة.

### إصلاحات التحديث في الإمبراطورية العثمانية
في الفترة بين عام 1839 وعام 1876، بدأت الحكومة العثمانية تطبق إصلاحات واسعة النطاق لتحديث الإمبراطورية وتقويتها. سميت هذه الإصلاحات «التنظيمات» وشملت اعتمادًا لممارسات أوروبية ناجحة اعتبرها المسلمون المحافظون معارضة للإسلام. بالإضافة إلى الإصلاحات الإدارية والعسكرية، طبق الحكام العثمانيون إصلاحات في مجال التعليم والقانون والاقتصاد. شمل هذا إنشاء جامعات جديدة وتغييرات في المناهج الدراسية، وتأسيس أنظمة اقتصادية ومؤسسات جديدة. وأُجريت تغييرات أخرى بإلهام أوروبي حصرت الشريعة الإسلامية في شؤون الأسرة كالزواج والإرث.
كانت الإمبراطورية العثمانية أول دولة مسلمة واجهت الحداثة، وحدثت في عصرها فتوحات كثيرة في الفكر العلمي والقانوني. في عام 1834، نشر إسحاق أفندي مجموعة العلوم الرياضية، وهو نص في أربعة مجلدات يقدم كثيرًا من المفاهيم العلمية الحديثة للعالم الإسلامي. نشر قدسي أفندي أيضًا أسرار الملكوت عام 1846 وكان محاولة منه للتوفيق بين علم الفضاء الكوبرينيكي والإسلام. نُشر أول نص كيميائي تركي حديث عام 1848، وأول كتاب أحياء حديث عام 1865.
في النهاية، اعتمد الأتراك النظام المتري عام 1869. تزامنت هذه التحولات في الفكر العلمي مع التنظيمات، وهي سياسة إصلاحية اعتمدها سلاطين الإمبراطورية العثمانية وكانت مستوحاة من القانون المدني الفرنسي. حصرت هذه الإصلاحات الشريعة في شؤون الأسرة. من أهم الشخصيات في حركة الحداثة التركية نامق كمال، محرر صحيفة سميت الحرية. كان هدف نامق نشر حرية الصحافة، وفصل السلطات، والمساواة أمام القانون، والحرية العلمية، والتوفيق بين الديمقراطية البرلمانية والقرآن.

### العالم الإسلامي الأوسع
أنتج أثر الحداثة في العالم الإسلامي صحوة ثقافية. أصبحت المسرحيات الدرامية أشيَع وكذلك الصحف. حُلّلت وتُرجمت أعمال أوروبية مرموقة.
وجرت محاولات لإصلاح النظام القانوني في مصر وتونس والإمبراطورية العثمانية وإيران، واعتمدت هذه الإصلاحات في بعض الحالات. وبُذلت جهود للحد من سلطة الحكومة. أُنهي تعدد الزوجات في الهند. منحت أذربيجان النساء حق التصويت عام 1918 (قبل كثير من البلدان الأوروبية).
دُرّست العلوم الغربية في المدارس الجديدة، عملًا بتوصيات العلماء الإسلاميين الإصلاحيين. كان كثير من هذا متّصلًا بالداروينية الاجتماعية، إذ أدّت إلى النتيجة القاضية بأن المجتمع الإسلامي قديم الطراز لن يستطيع أن ينافس العالم الحديث.
في إيران في القرن التاسع عشر، وصل الميرزا ملكم خان بعد أن أتم تعليمه في باريس. أسس الميرزا صحيفة سماها قانون، ودافع فيها عن فصل السلطات والقانون العلماني وقانون الحقوق. أما جمال الدين الأفغاني، الذي كان ناشطًا سياسيًّا في العالم الإسلامي، فقد نشر «العروة الوثقى» في فترة قصيرة في فرنسا، وقال إن أوروبا نجحت بفضل قوانينها وعلومها. وكان ناقدًا لعلماء مسلمين آخرين لخنقهم الفكر العلمي، وقد أمل بتشجيع البحث العلمي في العالم المسلم.

## الحداثة والدين والعقيدة

### الحداثة الإسلامية
أثّرت الحداثة في تأويلات الإسلام. ونشأت حركة الحداثة الإسلامية، التي كانت محاولة لتقديم إجابة إسلامية للتحديات التي جاء بها التوسع الاستعماري الأوروبي، وجهدًا لتنشيط الإسلام وإصلاحه من الداخل لمواجهة ضعف المجتمعات الإسلامية وانحدارها في القرن التاسع عشر وأوائل القرن العشرين. نادت هذه الحركة بـ«إصلاح» أو «اجتهاد» في الإسلام، ونشأت في العالم الإسلامي من مصر إلى جنوب شرق آسيا.
قال الإسلاميون الحداثيون إن الإسلام والحداثة متفقان وأكدوا على «الحاجة إلى إعادة تفسير مبادئ الإسلام وتطبيقها لتشكيل استجابات جديدة للتغيرات السياسية والعلمية والثقافية في الغرب وفي الحياة الحديثة». تحدّت الإصلاحات المقترحة الحالة القائمة التي دافع عنها العلماء المسلمون المحافظون، الذين رأوا أن النظام القائم مثالي ويجب أن يتَّبع ورفعوا عقيدة التقليد. رأى الحداثيون الإسلاميون أن إباء التغير من جهة العلماء المحافظين سبب من أكبر أسباب المشكلات في المجتمع المسلم، إلى جانب عجزه عن مواجهة الهيمنة الغربية.

#### حداثيون
جمال الدين الأفغاني (1838–1897) يعدُّ واحدًا من أنصار الحداثة الإسلامية. اعتقد جمال الدين أن الإسلام متفق مع العلم والعقل وأن العالم الإسلامي إذا أراد أن يواجه القوة الأوروبية فلا بد أن يعتنق التطور.
محمد عبده (1849–1905) كان تلميذًا ومساعدًا للأفغاني. وكان أشد أثرًا من معلمه، ولطالما اعتُبر مؤسس الحداثة الإسلامية. ولد محمد عبده وترعرع في مصر وكان عالمًا مسلمًا. علّم في الأزهر وفي مؤسسات أخرى وأصبح عام 1899 مفتي مصر. اعتقد عبده أن العالم الإسلامي كان يواجه انحدارًا داخليًّا وأنه في حاجة إلى إحياء. وأكد على أن الإسلام «يمكن أن يكون الأساس الأخلاقي لمجتمع تقدمي حديث».